# Indy Racing League 1996
Indy Racing League 1996 bestod endast av tre omgångar på grund av en policy att avsluta säsongen med Indianapolis 500. En ny säsong sattes igång i mitten av året. Buzz Calkins och Scott Sharp slutade på samma poäng, och bägge deklarerades som mästare, eftersom serien inte hade motorsportens tiebreak med flest segrar som mästare vid samma poäng. Det infördes senare för att undvika en liknande situation. Hade det funnits hade Calkins blivit ensam mästare.

## Racevinnare
| Datum      | Bana             | Vinnare       | Team                 | Rapport |
| ---------- | ---------------- | ------------- | -------------------- | ------- |
| 27 januari | Orlando          | Buzz Calkins  | Bradley Motorsports  | *       |
| 24 mars    | Phoenix          | Arie Luyendyk | Byrd-Treadway Racing | *       |
| 26 maj     | Indianapolis 500 | Buddy Lazier  | Hemelgarn Racing     | *       |

## Slutställning
| Plats | Förare              | Team                                | Poäng |
| ----- | ------------------- | ----------------------------------- | ----- |
| 1     | Buzz Calkins        | Bradley Motorsports                 | 246   |
| =     | Scott Sharp         | A.J. Foyt Enterprises               | 246   |
| 3     | Robbie Buhl         | Beck Motorsports                    | 240   |
| 4     | Richie Hearn        | Della Penna Motorsports             | 237   |
| =     | Roberto Guerrero    | Pagan Racing                        | 237   |
| 6     | Mike Groff          | A.J. Foyt Enterprises Walker Racing | 228   |
| 7     | Arie Luyendyk       | Byrd-Treadway Racing                | 225   |
| 8     | Tony Stewart        | Team Menard                         | 204   |
| 9     | Davey Hamilton      | A.J. Foyt Enterprises               | 192   |
| =     | Johnny O'Connell    | Cunningham Racing                   | 192   |
| 11    | Michele Alboreto    | Team Scandia                        | 189   |
| 12    | Lyn St. James       | Team Scandia Zunne Group Racing     | 176   |
| 13    | Stéphane Grégorie   | Hemelgarn Racing                    | 165   |
| 14    | Buddy Lazier        | Hemelgarn Racing                    | 159   |
| 15    | John Paul Jr.       | PDM Racing                          | 153   |
| 16    | Eddie Cheever       | Team Menard                         | 147   |
| 17    | Johnny Parsons      | Blueprint Racing                    | 141   |
| 18    | Scott Brayton       | Team Menard                         | 111   |
| 19    | Dave Kudrave        | Tempero-Giuffre Racing              | 80    |
| 20    | Michel Jourdain Jr. | Team Scandia                        | 74    |
| =     | Jim Guthrie         | Blueprint Racing                    | 74    |
| 22    | Fermín Vélez        | Team Scandia                        | 60    |
| 23    | Eliseo Salazar      | Team Scandia                        | 58    |
| 24    | Johnny Unser        | Project Indy                        | 56    |